# Droopy, a mesterdetektív
A Droopy, a mesterdetektív (eredeti cím: Droopy, Master Detective) a Hanna-Barbera és a Turner Entertainment animációs televíziós sorozata, amely 1993. szeptember 11-én debütált az Amerikai Egyesült Államokban. A rajzfilmsorozat a Tom és Jerry gyerekshow spin-offja. Magyarországon a Boomerang sugározta.

## Ismertető
Droopy és fia Dripple minden ügyességét beveti, és leleplezi az elvetemült bűnözőket. Két kaland között helyet kap a Flúgos mókus is, amint a parkőrt, Főfejet és kutyáját az őrületbe kergeti. Továbbá még szerepel a műsorban a Vad egér és Mennydörgés is, akik ismerősek lehetnek az előző szériából.

## Magyar hangok
| Szereplő        | Eredeti hang  | Magyar hang      |
| --------------- | ------------- | ---------------- |
| Droopy          | Don Messick   | Kerekes József   |
| Dripple         | Charles Adler | Kossuth Gábor    |
| Flúgos Mókus    | Charles Adler | Bartucz Attila   |
| Mennydörgés     | Charles Adler | Galbenisz Tomasz |
| Borzas          | Bill Callaway | Vass Gábor       |
| McWolf          | Frank Welker  | Forgács Gábor    |
| Főfej           | Frank Welker  | Koncz István     |
| Vad Egér        | Frank Welker  | Szokol Péter     |
| Miss Vavoom     | Teresa Ganzel | ?                |
| Vad Egér mamája | Janet Waldo   | ?                |

## Epizódok
| #  | Eredeti cím                               | Magyar cím                                | Eredeti premier      | Magyar premier |
| -- | ----------------------------------------- | ----------------------------------------- | -------------------- | -------------- |
| 1  | Droopy's Deep Sea Mystery                 | Droopy tengermélyi talánya                | 1993. szeptember 11. |                |
| 1  | How Can We Miss You if You Won't Go Away? | Hogy hiányoznál, mikor el se mész?        | 1993. szeptember 11. |                |
| 1  | Droopy and the Case of the Missing Dragon | Droopy esete az eltűnt sárkánnyal         | 1993. szeptember 11. |                |
| 2  | The Babyman Bank Heists                   | A babás bankrablás                        | 1993. szeptember 18. |                |
| 2  | Dweeble's Night Out                       | Szabadnapos parkőr                        | 1993. szeptember 18. |                |
| 2  | The Deep Space Chase                      | Droopy és a mélyűri hajsza                | 1993. szeptember 18. |                |
| 3  | Round 'Em Up Bub                          | Fogd be őket, Pupák!                      | 1993. szeptember 25. |                |
| 3  | A Screwball Romance                       | Flúgos románc                             | 1993. szeptember 25. |                |
| 3  | The Case of the Snooty Star               | Droopy esete a sziporkázó sztárral        | 1993. szeptember 25. |                |
| 4  | The Monster Mob                           | A szörnybanda                             | 1993. október 2.     |                |
| 4  | Everybody Out                             | Mindenki repül                            | 1993. október 2.     |                |
| 4  | Sherlock Droopy                           | Sherlock Droopy                           | 1993. október 2.     |                |
| 5  | Queen of the Mutant Weirdo Vampires       | A fura mutánsvámpírok királynője          | 1993. október 9.     |                |
| 5  | Screwball Snowballs                       | Flúgos hógolyók                           | 1993. október 9.     |                |
| 5  | Shadowman and the Blue Pigeon             | Árnyember és a Kék Galamb                 | 1993. október 9.     |                |
| 6  | Dueling Detectives                        | Detektívpárbaj                            | 1993. október 16.    |                |
| 6  | Squirrelicus Obnoxiousness                | Mókusikusz fenyegettikusz                 | 1993. október 16.    |                |
| 6  | Sherlock Droopy Gets Hounded              | Sherlock Droopy és a láp réme             | 1993. október 16.    |                |
| 7  | Droopy and the Cyberdolts                 | Droopy és a cyberfurkók                   | 1993. október 23.    |                |
| 7  | Pickax Max                                | Csákányos Max                             | 1993. október 23.    |                |
| 7  | Hey! Where's Arnold?                      | Héj, hol van Arnold?                      | 1993. október 23.    |                |
| 8  | Auntie Snoople                            | Snoople néni                              | 1993. október 30.    |                |
| 8  | Demolition Disorder                       | Parkbontási kalamajka                     | 1993. október 30.    |                |
| 8  | Mushu McWolf                              | Mushu McWolf                              | 1993. október 30.    |                |
| 9  | Return of the Yolker                      | A Kodács visszatér                        | 1993. november 6.    |                |
| 9  | A Chip Off The Old Blockhead              | Az alma és a fája                         | 1993. november 6.    |                |
| 9  | Mighty McWolf                             | Szuper McWolf                             | 1993. november 6.    |                |
| 10 | Sheep Thrills                             | Birkazűr                                  | 1993. november 13.   |                |
| 10 | Screwball Out West                        | Flúgos vadnyugat                          | 1993. november 13.   |                |
| 10 | The Maltese Fossil                        | A máltai fosszília                        | 1993. november 13.   |                |
| 11 | Deep Swamp Droopy                         | Mocsári Droopy                            | 1993. november 20.   |                |
| 11 | Dog Breath Dweeble                        | Bűzös szájú Főfej                         | 1993. november 20.   |                |
| 11 | Hogs Wild                                 | Vadmalacok                                | 1993. november 20.   |                |
| 12 | The Case of Pierre le Poulet              | Droopy különös esete Pierre le Poulet-val | 1993. november 27.   |                |
| 12 | Commotion on the Ocean                    | Óceánúti felborítás                       | 1993. november 27.   |                |
| 12 | Alligator Droopy                          | Aligátor Droopy                           | 1993. november 27.   |                |
| 13 | Primeval Prey                             | Ősi préda                                 | 1993. december 4.    |                |
| 13 | Dweeble's Worst Nightmare                 | Főfej legrosszabb rémálma                 | 1993. december 4.    |                |
| 13 | Battle of the Super Squirrels             | A szupermókusok csatája                   | 1993. december 4.    |                |